# André Bikey
André Stéphane Bikey Amugu (Douala, 1985. január 8. –) kameruni labdarúgó, aki jelenleg a Burnleyben játszik. Hátvédként és középpályásként is bevethető.

## Pályafutása

### Kezdeti évek
Bikey az Espanyolban kezdte profi pályafutását 2002-ben, 15 évesen. Nem tudta beverekedni magát az első csapatba, így 2003-ban a portugál Paços de Ferreirához igazolt. Innen a CD Aveshez került, majd Oroszországban, a Sinnyik Jaroszlavl csapatánál próbált szerencsét. Itt figyelt fel rá a Lokomotyiv Moszkva, akik 2005 júniusában le is igazolták.
Nem sikerült beilleszkednie a moszkvai csapatnál, az ellenfelek szurkolói pedig gyakran sértegették bőrszíne miatt. 2006 nyarán próbajátékon vett részt a Readingnél. Sikerült meggyőznie a csapat menedzserét, Steve Coppellt, egy barátságos meccsen azonban lefejelte ellenfelét, ami után sokan úgy gondolták, a Reading nem fogja leigazolni. Coppell végül úgy döntött, a 2006/07-es szezonra kölcsönveszi Bikeyt.

### Reading
Bikey jól teljesített, így a Reading 2007. április 24-én véglegesen is leigazolta. A kék-fehérek 1 millió fontot fizettek érte és egy három évre szóló szerződést írattak alá vele. Augusztus 15-én, egy Chelsea ellen 2-1-re elvesztett meccsen megszerezte első gólját. 2008. március 22-én, a Birmingham City ellen duplázni tudott. 2008 nyarán több csapat is megpróbálta leigazolni, de végül 2011-ig meghosszabbította szerződését a Readinggel.
A 2008/09-es idény végén csapatával bejutott a másodosztály rájátszásába. Az elődöntőben a Burnley volt az ellenfelük, az első meccsen büntetőt ítéltek ellene, majd kiállították egy Robbie Blake ellen elkövetett szabálytalanság miatt. Dühében letépte a mezét és többször belerúgott, ami miatt öt meccsre eltiltották. Később elnézést kért a szurkolóktól a Reading honlapján.

### Burnley
Viselkedése ellenére 2009 augusztusában éppen a Premier League-be feljutó Burnley igazolta le. Három évre írt alá a csapattal. Október 3-án, egy Birmingham City elleni mérkőzésen megszerezte első gólját új klubjában.

## Válogatott
Bikey 2006 óta tagja a kameruni válogatottnak. A csapattal részt vett a 2008-as olimpián és a 2008-as afrikai nemzetek kupáján. Utóbbi sorozat elődöntőjében, Ghána ellen kiállították.

## Fordítás
Ez a szócikk részben vagy egészben  az   Andre Bikey című angol Wikipédia-szócikk fordításán alapul.  Az eredeti cikk szerkesztőit annak laptörténete sorolja fel. Ez a jelzés csupán a megfogalmazás eredetét és a szerzői jogokat jelzi, nem szolgál a cikkben szereplő információk forrásmegjelöléseként.